# Aroma
Il termine aroma può riferirsi a:

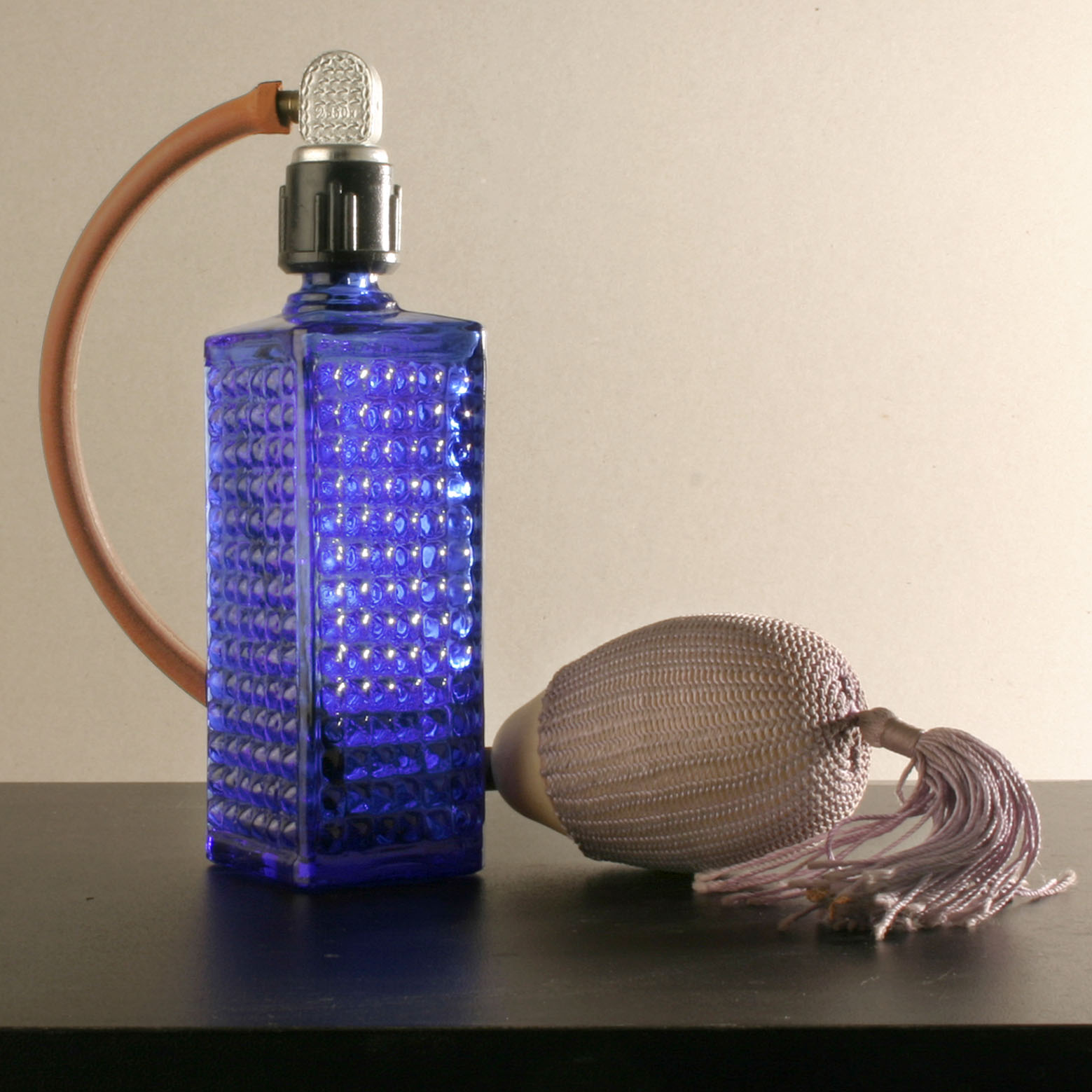
Profumo

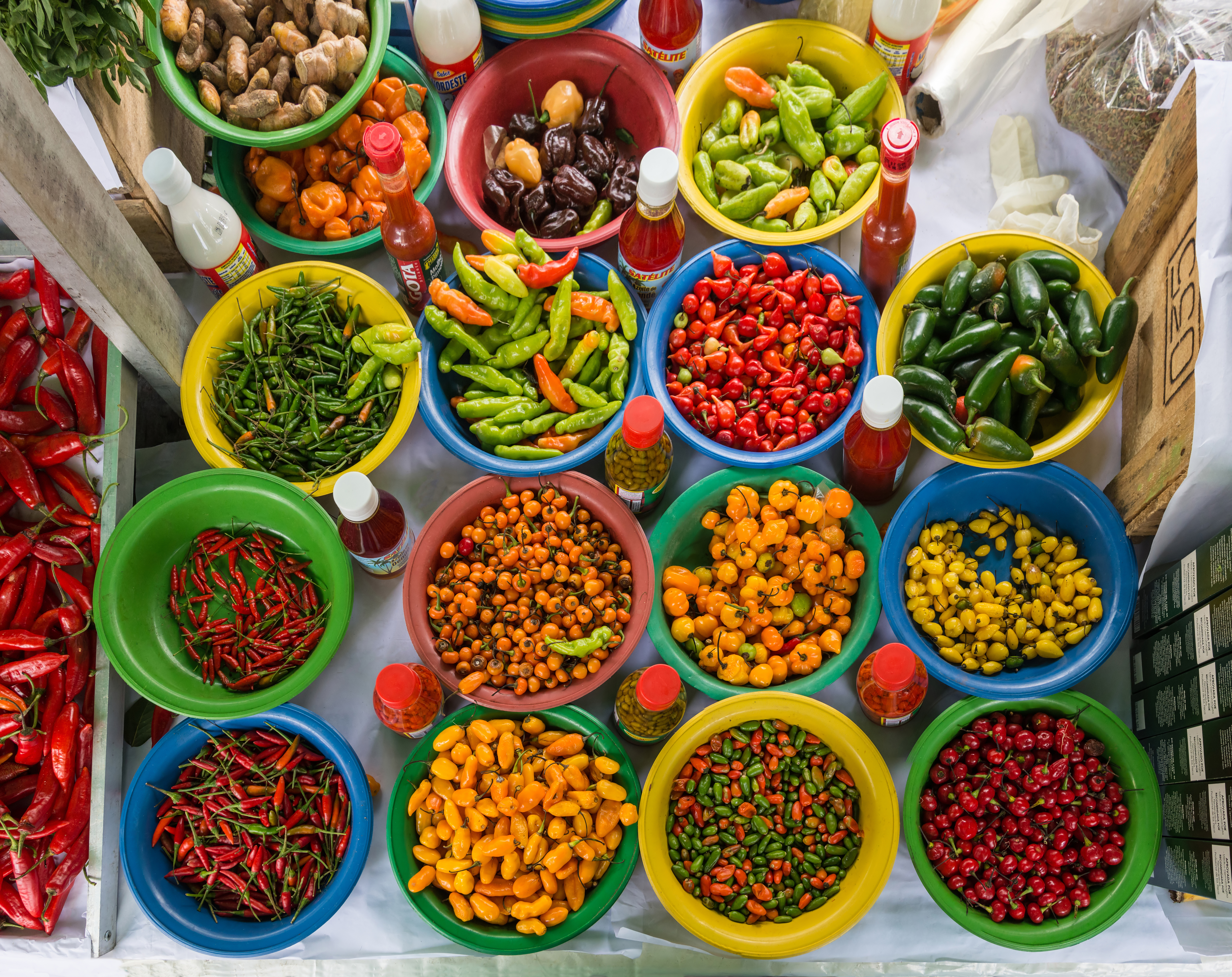
Peperoncino

- sostanza di origine vegetale (spezie, erbe) dall'odore penetrante e gradevole, usata nell'industria alimentare e in profumeria, o
- al profumo emanato da tali sostanze.

In tal senso è utilizzato come sinonimo di profumo e fragranza. Nell'industria alimentare europea un aroma, detto anche aroma alimentare o aromatizzante, viene definito come:
i) non destinati ad essere consumati nella loro forma originale, che sono aggiunti agli alimenti al fine di conferire o modificare un aroma e/o sapore;
ii) fabbricati con o contenenti le seguenti categorie di sostanze: sostanze aromatizzanti, preparazioni aromatiche, aromi ottenuti per trattamento termico, aromatizzanti di affumicatura, precursori degli aromi o altri aromi o miscele di aromi;»

## Applicazioni
Gli aromi vengono utilizzati:
- nell'industria alimentare[3]
- nell'industria cosmetica[4]
- nell'industria farmaceutica[5]

### Industria alimentare
Il Regolamento (CE) n. 1334/2008 del Parlamento europeo e del Consiglio, del 16 dicembre 2008, relativo agli aromi e ad alcuni ingredienti alimentari con proprietà aromatizzanti destinati a essere utilizzati negli e sugli alimenti definisce inoltre:
[...] «sostanza aromatizzante naturale» s’intende una sostanza aromatizzante ottenuta mediante appropriati procedimenti fisici, enzimatici o microbiologici da un materiale di origine vegetale, animale o microbiologica, che si trova allo stato grezzo o che è stato trasformato per il consumo umano mediante uno o più procedimenti tradizionali di preparazione degli alimenti di cui all’allegato II. Le sostanze aromatizzanti naturali corrispondono a sostanze normalmente presenti e identificate in natura;
[...] per «preparazione aromatica» s’intende un prodotto, diverso dalle sostanze aromatizzanti, ottenuto da: i) alimenti mediante appropriati procedimenti fisici, enzimatici o microbiologici che si trovano allo stato grezzo del materiale o che sono stati trasformati per il consumo umano mediante uno o più procedimenti tradizionali di preparazione degli alimenti di cui all’allegato II; e/o ii) materiale di origine vegetale, animale o microbiologica, diverso dagli alimenti, mediante appropriati procedimenti fisici, enzimatici o microbiologici, impiegato nella forma originale o preparato mediante uno o più procedimenti tradizionali di preparazione degli alimenti di cui all’allegato II;
e) per «aroma ottenuto per trattamento termico» s’intende un prodotto ottenuto previo trattamento termico da una miscela di ingredienti che non hanno necessariamente di per sé proprietà aromatizzanti, di cui almeno uno contiene azoto (amino) e un altro è uno zucchero riduttore; gli ingredienti utilizzati per la produzione di aromi ottenuti per trattamento termico possono essere: i) alimenti; e/o ii) materiali di base diversi dagli alimenti;
f) per «aromatizzante di affumicatura» s’intende un prodotto ottenuto mediante il frazionamento e la purificazione di un fumo condensato che produca condensati di fumo primari, frazioni di catrame primarie e/o aromatizzanti di affumicatura derivati, quali definiti all’articolo 3, punti 1), 2) e 4) de regolamento (CE) n. 2065/2003;
g) per «precursore di aroma» s’intende un prodotto, che di per sé non ha necessariamente proprietà aromatizzanti, aggiunto intenzionalmente agli alimenti al solo fine di produrre un aroma mediante scomposizione o reazione con altri componenti durante la trasformazione degli alimenti; può essere ottenuto da: i) alimenti; e/o ii) materiali di base diversi dagli alimenti;
h) per «altro aroma» s’intende un aroma aggiunto o destinato ad essere aggiunto agli alimenti al fine di conferire un aroma e/o sapore e che non rientra nelle definizioni di cui alle lettere da b) a g);
i) per «ingrediente alimentare con proprietà aromatizzanti» s’intende un ingrediente alimentare diverso dagli aromi che può essere aggiunto agli alimenti allo scopo principale di aggiungerne o modificarne l’aroma e che contribuisce significativamente alla presenza negli alimenti di talune sostanze indesiderabili presenti in natura;
j) per «materiale di base» s’intende un materiale di origine vegetale, animale, microbiologica o minerale da cui sono prodotti gli aromi o gli ingredienti alimentari con proprietà aromatizzanti; può trattarsi di: i) alimenti; o ii) materiali di base diversi dagli alimenti;»

#### Alcuni materiali di base per aromi[3]
- Limonene (d-limonene, l-limonene)
- 1-isopropil-4-metilbenzene
- pin-2(10)-ene
- pin-2(3)-ene
- Terpinolene
- Alfa-fellandrene
- Β-cariofillene
- Mircene
- Canfene
- 1-isopropenil-4-metilbenzene
- 1,4(8),12-bisabolatriene
- Valencene
- Beta-ocimene
- Alfa-terpinene
- Gamma-terpinene
- Beta-burbonene
- 1(5),7(11)-guaiadiene
- Bisabola-1,8,12-triene
- Beta-bisabolene
- Δ³-carene
- 2,2-dimetilesano
- 2,4-dimetilesano
- 2,6-dimetilotta-2,4,6-triene
- Dodecano
- Delta-elemene
- Alfa-farnesene
- Pentadecano
- Tetradecano
- 4(10)-tuiene
- Undeca-1,3,5-triene
- Cis-3,7-dimetil-1,3,6-otta triene
- 1-ottene
- 1-metil-1,3-cicloesadiene
- 2-metil-1-propanolo
- Propan-1-olo
- Isopentanolo
- Butanolo
- Esanolo
- 1-ottanolo
- Nonan-1-olo
- Dodecanolo
- Esadecan-1-olo
- Alcol benzilico
- Citronellolo
- Geraniolo
- Linalolo
- Α-terpineolo
- Mentolo
- DL-borneolo
- Alcol cinnamilico
- Nerolidolo
- Alcol 2-feniletilico
- Es-2-en-1-olo
- Eptan-1-olo
- 1-ottanolo
- 1-otten-3-olo
- Decan-1-olo
- 3,7-dimetilottan-1-olo
- (-)-rodinolo
- 3,7-dimetilottan-3-olo
- 3,7,11-trimetildodeca- 2,6,10-trien-1-olo
- Alcol alfa-pentilcinnamilico
- 3-fenilpropan-1-olo
- 1-fenilpropan-1-olo
- 1-fenilpentan-2-olo
- 2-metil-1-fenilpropan-2-olo
- 4-fenilbutan-2-olo
- 3-metil-1-fenilpentan-3-olo
- Alcol fenchilico
- Alcol 4-isopropilbenzilico
- 1-pentanolo
- 2-metilbutan-2-olo
- 2-(4-metilfenil)propan-2-olo
- 2-etilbutan-1-olo
- Eptan-3-olo
- Eptan-2-olo
- 3,7-dimetilottan-1,7-diolo
- Nona-2,6-dien-1-olo
- 2-Penten-1-olo
- 5-fenil-1-pentanolo
- 2-metil-2-propanolo
- P-mentan-1,8-diolo
- 3,5,5-trimetilesan-1-olo
- Es-3(cis)-en-1-olo
- Undecan-1-olo
- Nerolo
- DL-isoborneolo
- P-menta-1,8-dien-7-olo
- Diidrocarveolo
- Carveolo
- D-neomentolo
- 1-feniletan-1-olo
- 4-metil-1-fenilpentan-2-olo
- 4-fenilbut-3-en-2-olo
- 1R,2S,5R-isopulegolo
- Cicloesanolo
- P-mentan-2-olo
- 4-terpinenolo
- 2-fenilpropan-1-olo
- Es-4-en-1-olo
- (1R,2S,5S)-neo-diidrocarveolo
- 2-metilbutan-1-olo
- 3-pentanolo
- Etanolo
- 2-propanolo
- 1-(p-tolil)etan-1-olo
- 2,6-dimetileptan-4-olo
- 2-etilesanolo
- P-ment-1-en-3-olo
- Sabinene
- 2-undecanolo
- 2-nonanolo
- 2-pentanolo
- 3-esanolo
- Non-2(trans)-en-1-olo
- Mirtenolo
- Diidrodiidroionolo
- (Z)-Non-6-en-1-olo
- Ott-3-en-1-olo
- 2-etilfencolo
- 1-terpinenolo
- Beta-terpineolo
- 3-ottanolo
- Pent-1-en-3-olo
- Pinocarveolo
- Pin-2-en-4-olo
- Ott-3-en-2-olo
- 3-decanolo
- Es-1-en-3-olo
- 4-(2,6,6-trimetil-2-cicloesenil)but-3-en-2-olo
- 4-(2,2,6-trimetil-1-cicloesenil)but-3-en-2-olo
- Diidro-beta-ionolo
- 2-metil-4-fenilbutan-2-olo
- 3-metilbut-2-en-1-olo
- 2,6-dimetilept-6-en-1-olo
- 3-metilbutan-2-olo
- Non-2(cis)-en-1-olo
- Ott-5(cis)-en-1-olo
- 2-(2,2,3-trimetilciclopent-3-enil)etan-1-olo
- 3-metilpentan-1-olo
- Cedrenolo
- Cedrolo
- 2-butanolo
- 2-metilbut-3-en-2-olo
- 6-metilept-5-en-2-olo
- Undec-10-en-1-olo
- 1-tetradecanolo
- Alcol p-anisilico
- (l)-alfa-bisabololo
- But-3-en-2-olo
- 1,3-butandiolo
- 2,3-butandiolo
- 2-cicloesiletanolo
- Ciclopentanolo
- Dec-1-en-3-olo
- Dec-2-en-1-olo
- Dec-9-en-1-olo
- Deca-(2E,4E)-dien-1-olo
- 1,2-diidrolinalolo
- 3,3-dimetilbutan-2-olo
- 2,6-dimetilott-7-en-2-olo
- 2,6-dimetilotta-1,5,7-trien-3-olo
- (E)-3,7-dimetilotta-1,5,7- trien-3-olo
- 3,6-dimetilottan-3-olo
- 2-dodecanolo
- (-)-alfa-elemolo
- (E,E)-geranile linalolo
- Ept-3-en-1-olo
- Epta-2,4-dien-1-olo
- 1-eptadecanolo
- 1-epten-3-olo
- Es-2(cis)-en-1-olo
- Es-3-en-1-olo
- Esa-2,4-dien-1-olo
- Alcol 4-idrossi-3,5-dimetossibenzilico
- Alcol 4-idrossibenzilico
- 2-(4-idrossifenil)etan-1-olo
- (1R,2R,5S)-isodiidrocarveolo
- Isofitolo
- (R)-(-)-lavandulolo
- P-mentan-8-olo
- 3-(4-metossifenil)propan-1-olo
- 2-metilbut-2-en-1-olo
- 2-metilbut-3-en-1-olo
- Isopropenolo
- 2-metilesan-3-olo
- 2-metilottan-1-olo
- 4-metilpentan-1-olo
- 2-metilpentan-2-olo
- 3-metilpentan-2-olo
- 4-metilpentan-2-olo
- 3-metilpentan-3-olo
- Mirtanolo
- Non-1-en-3-olo
- Nona-2,4-dien-1-olo
- (Z,Z)-nona-3,6-dien-1-olo
- 3-nonanolo
- Ott-2-en-1-olo
- Ott-2-en-4-olo
- Otta-1,5-dien-3-olo
- Otta-(3Z,5E)-dien-1-olo
- 1-ottadecanolo
- 1,3-ottandiolo
- Fitolo
- Alcol piperonilico
- Alcol tuilico
- Alcol vanillilico
- Α-terpineolo
- Etere di benzile etile
- Etere di dibenzile
- Eugenolo